# Phace
PHACE (S) est l'acromyme anglais d'un syndrome génétique à prédominance féminine sur possible anomalie dominante liée à l'X.
- P : malformations de la fosse postérieure (hypoplasie cérébelleuse, kyste arachnoïdien, dysgénésies corticales, malformations type Dandy-Walker)
- H : hémangiomes scapillaires,
- A : anomalies de l'anatomie des artères cérébrales,
- C : coarctation de l'aorte et autres malformations cardiaques
- E :anomalies oculaires (glaucome, colobomes, microphtalmie, cryptophtalmie et hypoplasie du nerf optique)
- (S) : parfois des anomalies sternales sont présentes (fentes ou malformations du raphé sus-ombilical).